# کلودت مینک
کلودت مینک (انگلیسی: Claudette Mink؛ زادهٔ ۴ آوریل ۱۹۷۱) یک هنرپیشه اهل کانادا است.
از فیلم‌ها یا برنامه‌های تلویزیونی که وی در آن نقش داشته‌است می‌توان به پروانه‌ای روی چرخ و سگ آتش‌نشانی اشاره کرد.